# DANCE 86.4 FUNKY RADIO STATION

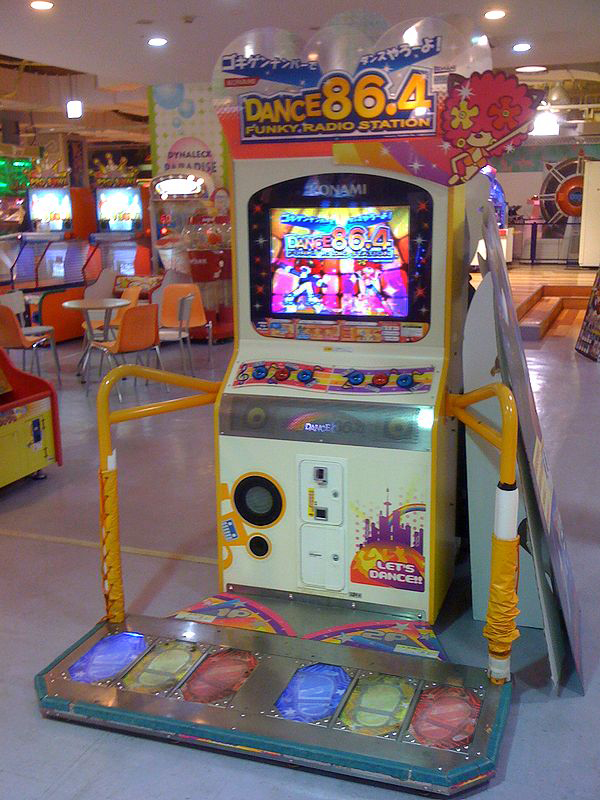
DANCE 86.4 FUNKY RADIO STATION 본체

《DANCE 86.4 FUNKY RADIO STATION》(일본어: ダンスやろーよ ファンキーラジオステーション)은 2005년 여름 경 코나미에서 개발, 발매한 비마니 시리즈의 아케이드 게임이다.
같은 회사의 Dance Dance Revolution와 같이 댄스 스테이션을 본보기로 한 게임이지만 입력 장치는 한명 당 발판이 3개로 Toy'sMarch와 같이 아동층을 겨냥하고 있다. 수록 곡은 Toy'sMarch과 남코의 태고의 달인과 같이 J-POP이나 일본의 전통 음악을 중심으로 수록되어 있다.